# チオテルピネオール
チオテルピネオール (thioterpineol)、別名グレープフルーツメルカプタン (grapefruit mercaptan) はグレープフルーツに含まれる有機化合物の一種である。チオール基（メルカプト基）を持つモノテルペンで、テルピネオールのヒドロキシ基がチオールで置き換えられた構造を持つ。揮発性のあるチオールは一般的に非常に強い悪臭を持つが、チオテルピネオールのにおいは不快ではない。グレープフルーツの香りの主成分であり、これは2つのエナンチオマー（鏡像異性体）のうち (R) 体に由来する。最もにおい閾値の低い化合物のひとつとされ、ヒトの鼻は10−4 ppb の濃度でも感じることができる。
純粋なチオテルピネオール、またはこれを多く含む柑橘類由来の精油は香料や食品添加剤として利用される。チオテルピネオールは分解すると不快臭を持つ化合物を生じるため、代替品が探索されている。